# 甲山ふれあいの里
世羅甲山ふれあいの里（せらこうざんふれあいのさと）は、広島県世羅町にある多目的リゾート施設である。旧名称は甲山ふれあいの里。
一時期閉鎖されていたこともあったが2010年より営業を再開し、しだれ桜の名所として有名になっている。

## 概要
- 当施設は、1981年5月3日にオープン。敷地内には、ペンション、コテージ、テニスコート、キャンプ場以外に、レストランや入浴施設があった。しかし、施設の老朽化と宿泊、研修利用者の低迷で2008年7月で旧甲山ふれあいの里は閉鎖となった。

2010年4月1日から世羅甲山ふれあいの里として営業再開。

## 営業時間
- 午前9時 - 午後5時まで（4月の桜祭り期間は午後9時まで）

## 定休日
- 毎週火曜日

## 入園料
- 315円（桜祭り期間は大人800円小人400円、あじさい祭り期間は500円）

## 所在地
- 広島県世羅町小谷1049-40